# Каравышень
Каравышень (бел. Каравы́шань) — посёлок в Гомельском районе Гомельской области Республики Беларусь. В составе Прибытковского сельсовета.

## География

### Расположение
В 3 км от железнодорожной станции Уть (на линии Гомель — Чернигов), 10 км на юг от Гомеля. Недалеко о. п. Каровышень.

## Транспортная сеть
Рядом автодорога Старые Яриловичи — Гомель. Планировка состоит из короткой прямолинейной улицы, ориентированной с юго-запада на северо-восток. Застройка двусторонняя, деревянная, усадебного типа.

## История
Основан в начале XX века переселенцами из соседних деревень. В 1931 году жители вступили в колхоз. В 1959 году в составе элитсенхоза «Гомельский» (центр — деревня Климовка).

## Население

### Численность
- 2004 год — 35 хозяйств, 88 жителей.

### Динамика
- 1959 год — 154 жителя (согласно переписи).
- 2004 год — 35 хозяйств, 88 жителей.

## Известные лица
- Федосова (Кириенко) Агафья Степановна (4.02.1912 — 14.10.2011) — старейший житель деревни по состоянию на 2011 год.